# 安贝格
安贝格（德語：Amberg，德語：[ˈambɛrk] ⓘ）是德国巴伐利亚州东部的上巴伐利亚区普法尔茨的一座非县辖城市， 位于纽伦堡以东约60千米的菲尔斯河畔，是欧洲现存最完好的中世纪城市之一。总面积50.14平方公里，总人口41861人（2015年12月31日），人口密度830人/平方公里。。

## 地理信息

### 位置
安贝格位于纽伦堡以东大约60千米、雷根斯堡以北约50千米的菲尔斯河畔。这座大学城是上普法尔茨中部的中心地区，也是纽伦堡大都会区的一部分。该非县辖城市周围是安贝格-苏尔兹巴赫区所包围。这里也是上普法尔茨山地的一部分，尤其是苏尔茨巴赫-安贝格-弗赖霍尔斯-博登沃赫尔白垩海湾（Sulzbach-Amberg-Freihöls-Bodenwöhrer Kreidebucht）和哈恩巴赫洼地（Hahnbacher Senke）。

### 区域组成
安贝格拥有23个官方命名的聚居区：
- Amberg

- Atzlricht
- Bernricht
- Eglsee
- Eisberg
- Fiederhof
- Fuchsstein
- Gailoh
- Gärbershof
- Karmensölden
- Kemnathermühl
- Kleinraigering
- Krumbach
- Lengenloh
- Luitpoldhöhe
- Neubernricht
- Neumühle
- Neuricht
- Oberammersricht
- Raigering
- Schäflohe
- Schweighof
- Speckmannshof
- Unterammersricht

## 历史
人們推測，早在，馬科曼尼的國王馬博德的都城即在此處。安貝格在西元1034年4月24日的一份文件中首次以「阿蒙貝格（Ammenberg）」的名字被首次提及。時任皇帝康拉德二世應其妻子吉塞拉和其兒子海因里希的要求，授予班貝格主教埃伯哈德一世和巴伐利亞公爵對於新成立的班貝格主教區及該鎮所擁有的一切權利。「阿蒙貝格」一詞意為「阿蒙的山/城堡」，該名稱根據推測於西元750至900年之間被首次使用。在中世紀時，安貝格是重要的鐵礦石及鐵資源的貿易中心。在14世紀至17世紀期間，安貝格地區亦是上普法爾茨州的鐵礦石開採中心之一。

## 華語譯名
音譯為「安貝格」、「安柏」或「安貝格爾」。在蘋果系統內也會被議為「琥珀」。

## 友好城市
- 法國 佩里格